# Ptyssiglottis auriculata
Ptyssiglottis auriculata är en akantusväxtart som beskrevs av Hallier f.. Ptyssiglottis auriculata ingår i släktet Ptyssiglottis och familjen akantusväxter. Inga underarter finns listade i Catalogue of Life.